# مقوقعات مستوية
المقوقعات المستوية (الاسم العلمي: Planorbidae)، هي فصيلة من القواقع ضمن رتبة الرخويات ضمن طائفة بطنيات القدم.